# Савада, Кэнтаро
Кэнтаро Савада (яп. 沢田 謙太郎, род. 15 мая 1970, Камакура, Канагава) — японский футболист и тренер.

## Клубная карьера
На протяжении своей футбольной карьеры выступал за клубы «Касива Рейсол» и «Санфречче Хиросима».

## Карьера в сборной
С 1995 по 1996 год сыграл за национальную сборную Японии четыре матча.

### Статистика за сборную
| Сборная Японии | Сборная Японии | Сборная Японии |
| Год            | Матчи          | Голы           |
| -------------- | -------------- | -------------- |
| 1995           | 2              | 0              |
| 1996           | 2              | 0              |
| Итого          | 4              | 0              |